# Litopenaeus setiferus
Litopenaeus setiferus is een tienpotigensoort uit de familie Penaeidae. De wetenschappelijke naam werd gepubliceerd in 1767 door Carl Linnaeus.